# Rongelap-Atoll
Das Rongelap-Atoll (auch Groß-Rong oder Rimskij-Korsakowinseln) liegt im Nordwesten der Marshallinseln und gehört geographisch zur Ralik-Kette. Das Gebiet besteht aus 61 Inseln, die eine Fläche von 7,95 km² einnehmen. Die Lagune hat eine Fläche von etwa 1000 km².
Der durchschnittliche jährliche Niederschlag beträgt 1527 mm.

## Geographie
Das Atoll liegt in der Ralik-Kette zwischen den Atollen Ailinginae im Westen und Rongdrik im Osten. Nach Süden erstreckt sich eine Verwerfung, die in den Lewonjoui Guyot mündet. In der Verlängerung dieser Linie findet sich im Südwesten das Wotho-Atoll (Schantzinseln). Das Kernwaffentestgelände Bikini-Atoll liegt etwa 40 km weiter westlich. Die Riffkrone des Atolls erinnert entfernt an den Umriss der Iberischen Halbinsel. Der südlichste Punkt ist der Jaboan Point auf der namengebenden Insel Rongelap, von dort zieht sich die Riffkrone zunächst nach Osten und nach Westen. Bei Burok wendet sich das Riff nach Norden bis Naen und dann weiter nach Osten bis zum östlichsten Punkt bei Anielap. Mit einigen Kurven zieht sich die Riffkrone dann nach Süden bis Rongelap.
Die Insel Rongelap bildet ein liegendes „L“, das weit nach Westen ausgezogen ist. Ganz im Westen befindet sich der Jaboan Point. Dort schließt sich der South Pass an. An der „Ferse“ befindet sich im Südosten der Rongelap Airport, eine Kirche und zwei Siedlungen mit jeweils ca. 19 Einwohnern sind verzeichnet. Die nächstgelegenen Motu sind Arubaru im Westen und Rugoddagai (Busch Island) im Nordosten.

## Geschichte
Wie der Rest der Marshallinseln wurde Rongelap vor der Zeitenwende durch Einwanderer von den Salomon-Inseln, die über Kiribati nach Norden vordrangen, besiedelt. Diese Datierung beruht auf einem Modell (Mobile founding Migrant-model), nicht auf archäologischen Funden auf den Inseln selbst.
1948 hatte die Insel Rongelap 106 Einwohner.
Die Hauptinsel des Atolls Rongelap wurde durch die radioaktive Kontamination von 64 Insulanern infolge eines radioaktiven Fallout bekannt. Am 1. März 1954 (28. Februar 1954, 18:45 Uhr GMT) hatten die USA auf dem westlich gelegenen Bikini-Atoll eine Wasserstoffbombe (Operation Castle) gezündet. Die Bombe mit dem Codenamen „Bravo“ (auch „Bravo-Bombe“) hatte eine Sprengkraft von ca. 1300 Hiroshima-Bomben; es war die stärkste Atombombe, die die USA jemals zündeten. Sie wurde zwei Meter über dem Erdboden gezündet.
Rongelap ist ca. 160 km von Bikini entfernt. Die Bewohner sahen eine zweite Sonne im Westen erscheinen und hörten den „Donner“ der Explosion, wie John Anjain, der Bürgermeister der Insel 1977 in einer Anhörung beschrieb. Durch den Wind wurde kontaminierter Staub in fünfeinhalb Stunden auf das Rongelap-Atoll getragen. Er sandte β- und γ-Strahlung aus. Er soll ausgesehen haben wie Schnee oder Asche. Die 64 Bewohner der Inseln waren nicht gewarnt worden. Sie tranken das verseuchte Wasser aus den Zisternen, Kinder schmierten sich den radioaktiven Staub in die Haare und taten so, als sei es Seife. Die Bewohner von Rongelap pflegten ihre Haare mit Kokosöl zu behandeln, und so setzte sich der Staub in den Haaren fest. Der Fallout fing sich in den Häusern aus Mattengewebe und verstrahlte so auch die Kleinkinder. Die Bewohner von Rongelap waren durchschnittlich einer Strahlenbelastung von 45 mC/kg (175 Röntgen) ausgesetzt. Bald litten die meisten Inselbewohner an Übelkeit (ca. 75 %), einige an Erbrechen und Durchfall. Die Haut war verbrannt (Nekrose), und die Menschen litten an nicht-stillbarem Durst durch Zelltod im Magen-Darmtrakt – alles Anzeichen akuter Strahlenkrankheit, hervorgerufen durch die γ-Strahlung. Der Norden der Insel wurde am stärksten verstrahlt. 18 weitere Menschen befanden sich auf der nahegelegenen Insel Ailinginae, darunter vier schwangere Frauen.
Einheiten der US-Armee besuchten die Insel und maßen die Strahlung. Sie rieten den Bewohnern, das Wasser aus ihren Zisternen nicht zu trinken – freilich gab es keine andere Quelle für Trinkwasser auf der Insel. Die Einwohner des Atolls wurden zwei Tage später von der US-Marine, zusammen mit den Bewohnern von Utirik und den 28 amerikanischen Soldaten, die die Bomben-Explosion von Rongerik aus beobachtet hatten, zur medizinischen Beobachtung durch Angehörige der Hämatologie-Abteilung des Naval Medical Research Institute in Bethesda in eine Militärbasis auf dem Kwajalein-Atoll verbracht (Projekt 4.1).
Eine Behandlung der Strahlenkrankheit ist praktisch unmöglich; viele der Verstrahlten starben einen langsamen und qualvollen Tod. Die Symptome der Gamma-Strahlung waren bei dem Transport nach Kwajalein abgeklungen. Etwa nach zwei Wochen fielen den meisten Strahlenopfern die Haare aus, besonders den Kindern. Dies war ein Resultat der Beta-Strahlung. Es bildeten sich schmerzhafte Geschwüre und offene Wunden auf der Haut, besonders an Stellen, die nicht mit Kleidung geschützt waren. Die Zahl der weißen Blutkörperchen sank stark und viele Menschen erkrankten an schwerem Schnupfen. Man entschied sich gegen eine Behandlung mit Penizillin. Nach 18 Monaten war es zu keinen Todesfällen gekommen, die Kinder der vier schwangeren Frauen wurden als „normal“ beurteilt. Die Strahlenbelastung durch die Nahrung wurde als gering eingeschätzt.
Die Bewohner von Utrik durften nach drei Monaten auf die verstrahlte Insel zurückkehren, die Soldaten wurden nach spätestens sechs Monaten als gesund entlassen, während die Bewohner von Rongelap auf die Ejit-Insel im Majuro-Atoll im Zentrum der Marshall-Inseln gebracht und dort durch die amerikanische Kriegsmarine weiter beobachtet wurden. Die Bewohner von Rongelap hatten schwerere Schäden davongetragen als die Soldaten auf Rongerik, die über die Gefahren der Radioaktivität aufgeklärt worden waren und den Staub regelmäßig abgewaschen hatten. Diese erlitten weniger durch Radioaktivität hervorgerufene Wunden.
Auf Rongelap selber wurden die Rückstände der Explosion wissenschaftlich untersucht. Die amerikanische Atomic Energy Commission befand 1957, dass die Rückkehr der Bewohner eine einmalige Chance biete, zu untersuchen, wie die Strahlung sich über die Nahrungskette und im menschlichen Körper ausbreite. Den Überlebenden auf Rongelap wurde versichert, die Inseln seien nun ungefährlich, und sie wurden im Februar 1957 auf das Rongelap-Atoll zurückgebracht. Sie waren durchschnittlich 2 Gray ausgesetzt. Man empfahl ihnen, keine Palmendiebe zu essen.
In der Folge litten die Bewohner unter Schilddrüsenkrebs, Leukämie und Fehlgeburten. Kinder kamen geistig behindert, kleinwüchsig oder sonst missgebildet zur Welt. Mediziner des Brookhaven National Laboratory untersuchten jährlich den Gesundheitszustand der Bewohner. Zahlreichen Einwohnern wurde die Schilddrüse entfernt. Erst 1982 gab die amerikanische Environmental Protection Agency zu, dass die Inseln immer noch hochgradig verseucht waren. Die amerikanische Regierung lehnte jedoch eine Umsiedlung der Einwohner ab – die Insel sei sicher.
1985 transportierte das Schiff Rainbow Warrior der Umweltschutz-Organisation Greenpeace die Insulaner nach Kwajalein. Jeton Anjain, der Bürgermeister der Insel, betonte, dass dies auf Wunsch der Inselbewohner geschah. Sie misstrauten den amerikanischen Wissenschaftlern und fühlten sich von ihnen immer noch als Versuchstiere behandelt.
Die Rongelapesen leben heute überwiegend wieder auf Mejatto im Kwajalein-Atoll sowie in Ebeye an der Kwajalein-Lagune und in der Inselhauptstadt Majuro. Sie fühlen jedoch, dass sie wegen der Strahlenschäden und der Geburt missgebildeter Kinder von anderen Bewohnern der Marschall-Inseln gemieden werden. Sie leiden weiterhin unter Tumoren und einer erhöhten Krebsrate, besonders von Schilddrüsenkrebs, außerdem treten verstärkt Zuckerkrankheit, Herzkrankheiten, Schilddrüsenüberfunktion, Osteoarthritis und Hypercholesterinämie auf. Die Körper verstorbener ehemaliger Bewohner, die im Rahmen eines durch den US-Kongress geförderten Programms über die Gesundheit der Bewohner von Rongelap auf Mejatto durch australische Archäologen ausgegraben wurden, enthielten radioaktive Transurane.
1986 erhielten die Marschall-Inseln 150 Millionen Dollar von der US-Regierung, um damit alle Schadensersatzforderungen wegen Strahlenschäden abzudecken. Im Juli 1989 besuchte der Bürgermeister der Insel, Jeton Anjain, Washington, um 6,6 Millionen Dollar für Umweltstudien auf Rongelap zu fordern. Er wurde dabei durch den deutschen Biologen Bernd Franke unterstützt. 1988 stellte die US-Regierung fest, der Süden der Insel sei „für Erwachsene“ ungefährlich, was die Bewohner aber nicht zu einer Rückkehr bewog. Im September 1996 unterzeichnete das US-amerikanische Innenministerium eine 45-Millionen-Dollar-Übereinkunft, die eine Wiederansiedlung auf Rongelap ermöglichen soll. 2007 sprach das Nuclear Claims Tribunal den Bewohnern von Rongelap eine Entschädigung von 1.031.231.200 $ zu.
Bis heute warten die Opfer der Nukleartests im Pazifik auf angemessene Kompensationszahlungen bzw. die Anerkennung der Schäden, die die Bomben an ihrer Gesundheit und ihrem Land anrichteten. Viele Menschen erkrankten an Krebs und anderen schweren Krankheiten, die offenbar mit den Tests in Verbindung stehen (dies wurde auch in anderen ehemaligen Kernwaffen-Testgebieten beobachtet). Einige Inseln wurden durch die nukleare Verstrahlung unbewohnbar. Die Bewohner verloren ihre Heimat, ihre kulturellen Wurzeln und ihre wirtschaftliche Unabhängigkeit.